# Ингрид Куп
Ингрид Куп (на нидерландски: Ingrid Kup) (родена на 11 април 1954 г. в Гор, Оверейсел) е нидерландска поп и шлагер певица.

## Живот и работа
Ингрид Куп е певица с Big Mouth & Little Eve заедно с Вилем Дуйн от 1975 до 1977 г., след което става активна като солистка. През 1978 г. сингълът I Need Your Love Tonight е издаден под псевдонима Еви Адамс.
Между 1980 и 1983 г. последват няколко сингъла под нейното истинско име. През 1982 г. излиза единственият солов албум Feel Me. Продуцент е Франк Дювал. Песента със заглавие Love What's Your Face достига номер 1 в швейцарските класации през 1981 г.
Според някои съобщения биографията на бъдещата певица започва през 1954 година. Няма информация за семейството или за детството и юношеството на бъдещата певица. Историята на възхода на славата и започва в началото на седемдесетте години на XX век със създаването на дуета „Mouth & MacNeal“. Под псевдонима Mouth е певецът Вилем Дуйн, известен от шейсетте години, когато се изявява на сцената. Заедно с него пее талантливата вокалистка Маги Макнийл, с което тя започва кариерата си на сцената като солистка. Артистите изпълняват интересни поп композиции, които се радват на постоянен успех сред феновете си. През 1974 г. дуото представя страната на песенния конкурс „Евровизия“. Песента заема трето място. Съществувайки до средата на седемдесетте години, творческият тандем се разпадна. Маги Макнийл продължава соловата си кариера като Сюке Смит.
Образуваният нов дует, Big Mouth & Little Eve, заема мястото на успешния предишен проект. Под сценичното име Малката Ева се крие Ингрид Куп, която по това време се омъжва за Вилем Дуйн. В края на седемдесетте години, след редица успешни композиции, членовете избират солова кариера.

## Дискография

### Албуми
- Feel Me – 1982 г. текст Калина Малойер, музика Франк Дювал[2][3][4]

- A1		
  - Love What’s Your Face 4:03

- A2		
  - What’s There About Her 5:01

- A3		
  - Hey Butterfly 3:28

- A4		
  - Song Of Hope 4:11

- A5		
  - I’d Like To Be Your Woman 4:32

- B1		
  - Feel Me 3:56

- B2		
  - I Will Not Die 3:52

- B3	
  - Do You Remember 5:19

- B4		
  - Tears In Your Eyes 4:04

- B5		
  - Life Goes On 3:59

### Сингли и Ел Пи
- Take It Or Leave It ‎1980
- Love What's Your Face ‎1981
- Feel Me ‎1981
- Smile A Little Smile ‎‎1981
- Tears In Your Eyes (Over Over-Blackout) ‎1982
- Life Goes On 1982
- I Will Not Die 1982
- Say Hello Again 1983